# Hrabstwo Warren (Missisipi)
Hrabstwo Warren (ang. Warren County) – hrabstwo w stanie Missisipi w Stanach Zjednoczonych. Obszar całkowity hrabstwa obejmuje powierzchnię 618,76 mil² (1602,58 km²). Według szacunków United States Census Bureau w roku 2019 miało 45 381 mieszkańców.
Hrabstwo powstało w 1809 roku.

## Miejscowości
- Vicksburg

## CDP

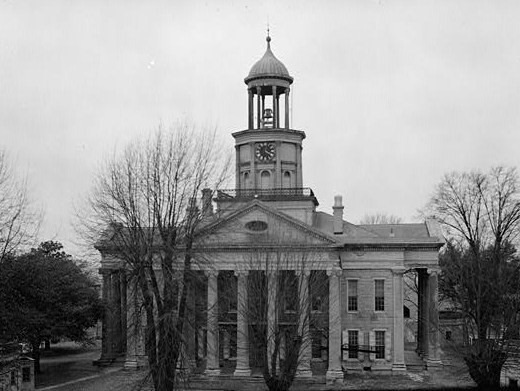
Budynek administracji hrabstwa (courthouse) w Vicksburg

- Beechwood[4]

| Populacja hrabstwa w poprzednich latach | Populacja hrabstwa w poprzednich latach |
| Rok                                     | Liczba ludności                         |
| --------------------------------------- | --------------------------------------- |
| 1980                                    | 51 562                                  |
| 1990                                    | 47 880                                  |
| 2000                                    | 49 644                                  |
| 2005                                    | 49 131                                  |